# گونزای نیزه‌دار
گونزای نیزه‌دار (به ژاپنی: 近松門左衛門 鑓の権三 Yari no gonza) فیلمی در ژانر درام به کارگردانی ماساهیرو شینودا است که در سال ۱۹۸۶ اکران شد. از بازیگران آن می‌توان به نائوتو تاکناکا، جون هامامورا، شیما ایواشیتا و میساکو تاناکا اشاره کرد.